# Portinho da Casa Branca
O Portinho da Casa Branca, iguamente conhecido como Porto Fluvial de Odemira, é um porto fluvial no Rio Mira, situado na freguesia de São Luís, no Município de Odemira, em Portugal.

## Descrição e história
O Portinho da Casa Branca está situado na margem direita do Rio Mira, nas imediações das localidades da Carrasqueira e Vale Bejinha. Consiste num cais fluvial e num conjunto de antigos armazéns, construídos pela Federação Nacional dos Produtores de Trigo. Está integrado na zona protegida do Parque Natural do Sudoeste Alentejano e Costa Vicentina. É um dos pontos mais destacados na freguesia de São Luís, sendo um testemunho da antiga navegação comercial no Rio Mira.
Nos finais da década de 1920, o Estado Novo lançou um grande programa de expansão da produção cerealífera, que incluiu igualmente o desenvolvimento dos transportes, no sentido de facilitar a exportação dos cereais. No concelho de Odemira estes planos incidiram principalmente sobre a navegação do Rio Mira, que foi desassoriado, e foram construídos dois portos fluviais em betão armado, um na Casa Branca e outro em Vila Nova de Milfontes. O cais da Casa Branca foi construído entre 1936 e 1937, e neste último ano foi instalado o celeiro da Federação nacional de Produtores de Trigo, que tinha como finalidade servir de armazém para os cereais naquela área, antes de serem transportados por via fluvial. O porto chegou a ter um grande movimento comercial, tendo os principais produtos exportados sido cereais e minério de ferro, oriundo de minas na Serra de São Domingos, enquanto que se desembarcavam abubos. Estas infra-estruturas foram de grande importância durante a Segunda Guerra Mundial, quando o transporte rodoviário ficou quase totalmente paralisado.
Nos princípios da década de 2010, estava prevista a reconversão dos antigos armazéns no Museu da Casa Branca, como parte de um acordo de colaboração entre a Câmara Municipal de Odemira, a Junta de Freguesia de São Luís, o Parque Natural do Sudoeste Alentejano e Costa Vicentina, e a Escola Profissional de Odemira. Em Março de 2017, o Portinho da Casa Branca foi utilizado como parte de uma excursão temática sobre biodiversidade no Rio Mira, embora a operação de embarque e desembarque dos passageiros para os barcos tenha sido dificultada pelas más condições em que se encontrava o cais. Em Julho desse ano, a autarquia de Odemira apresentou um conjunto de iniciativas para valorizar o Rio Mira do ponto de vista turístico e cultural, incluindo a melhoria das condições de atracagem no porto da Casa Branca. Em 2019 o município lançou o Plano Estratégico e Operacional de Valorização do Rio Mira, no âmbito do qual estava previsto um conjunto de intervenções no porto fluvial, incluindo a instalação de um cais marítimo-turístico, a requalificação dos espaços públicos e a reconversão do edifício. Em meados de 2021, estava em curso a empreitada para a instalação do Cais da Casa Branca, que visava a beneficiação daquela estrutura, e que se integrou no programa de Dinamização e Valorização do Turismo Náutico do Mira, apoiado financeiramente pela União Europeia.